# Daniël de Ridder
Daniël de Ridder (født 6. marts 1984 i Amsterdam, Holland) er en hollandsk fodboldspiller, der spiller som midtbanespiller. Han har gennem karrieren repræsenteret blandt andet Ajax, Birmingham og Wigan.
I sin tid i Ajax Amsterdam var de Ridder i 2004 med til at sikre klubben det hollandske mesterskab.

## Landshold
De Ridder har (pr. april 2018) endnu ikke optrådt for Hollands A-landshold, men nåede mellem 2004 og 2007 at spille hele 30 kampe for landets U-21 hold.

## Titler
Æresdivisionen
- 2004 med Ajax Amsterdam